# Успение Богородично (Боровец)
Вижте пояснителната страница за други значения на Успение Богородично.
„Успение Богородично“ или „Света Богородица“ (на македонска литературна норма: „Успение на Пресвета Богородица“) е православна църква, разположена в стружкото село Боровец, Северна Македония.
Църквата е изградена в XIX век в северната част на селото и дворът ѝ граничи с този на джамията. В църквата в 1867 година рисува икони видният дебърски майстор Дичо Зограф.